# Svaltingblomvecklare
Svaltingblomvecklare (Gynnidomorpha alismana) är en fjärilsart som först beskrevs av Émile Louis Ragonot 1883.  Svaltingblomvecklare ingår i släktet Gynnidomorpha, och familjen vecklare. Arten är reproducerande i Sverige.